# 1523
1523 (MDXXIII) je bilo navadno leto, ki se je po julijanskem koledarju začelo na četrtek.

## Dogodki
- razpad Kalmarske zveze (ustanovljena 1397)
- Gustav Vasa zavzame Stockholm

## Rojstva
- 18. oktober - Ana Jagelo, kraljica Poljske in velika kneginja Litve († 1596)

## Smrti
- 29. avgust - Ulrich von Hutten, nemški humanist, pesnik in reformator (* 1488)

Neznan datum
- Juda Abravanel (imenovan tudi Leon Hebrejec), portugalski judovski filozof, zdravnik in pesnik (* 1460)
- Mehmed I. Geraj, kan Krimskega kanata (* 1465)